# Élections législatives de 1951 au Cameroun français
Les élections législatives françaises de 1951 se tiennent le 17 juin. Ce sont les deuxièmes élections législatives de la Quatrième République.

## Mode de scrutin
Dans le territoire sous tutelle du Cameroun français, quatre députés sont à élire :
- un dans chacune des 3 circonscriptions représentants les personnes relevant du Statut personnel ;
- un pour les personnes de Statut civil français.

Le mode d'élection choisit pour ce protectorat est le scrutin uninominal à un tour.

## Élus
| Député sortant                      | Parti | Parti | Député élu ou réélu         | Parti | Parti |
| ----------------------------------- | ----- | ----- | --------------------------- | ----- | ----- |
| Statut civil français (1er Collège) |       |       |                             |       |       |
| Louis-Paul Aujoulat                 |       | IOM   | Georges Molinatti           |       | RPF   |
| Statut Personnel (2ème Collège)     |       |       |                             |       |       |
| Jules Ninine                        |       | SFIO  | Jules Ninine                |       | SFIO  |
| Alexandre Douala Manga Bell         |       | MRP   | Alexandre Douala Manga Bell |       | MRP   |
| Siège créé                          |       |       | Louis-Paul Aujoulat         |       | IOM   |

## Résultats

### 1er collège (statut civil français)
|          | RPF         | Georges Molinatti | 1 948 | 48,74  |  |  |
|          |             | Jules Pialoux     | 1 032 | 25,82  |  |  |
|          |             | Jean Mausset      | 515   | 12,89  |  |  |
|          |             | M. Viazzi         | 240   | 6,01   |  |  |
|          |             | M. Carruel        | 133   | 3,33   |  |  |
|          | RGR         | M. Boyer          | 83    | 2,08   |  |  |
|          | Indépendant | M. Maillochon     | 40    | 1,00   |  |  |
|          | RPF         | Jean Fayet        | 6     | 0,02   |  |  |
|          |             |                   |       |        |  |  |
| Inscrits | Inscrits    | Inscrits          | 6 182 | 100,00 |  |  |
| Votants  | Votants     | Votants           | 4 143 | 67,02  |  |  |
| Exprimés | Exprimés    | Exprimés          | 3 997 | 96,48  |  |  |

### 2ème collège (statut personnel)

#### Première circonscription
- Alexandre Douala Manga Bell n'est pas candidat dans cette circonscription.

|          | SFIO      | Jules Ninine *              | 45 700  | 49,58  |  |  |
|          | diss SFIO | Arouna Njoya                | 16 831  | 18,26  |  |  |
|          |           | Paul-François Martin        | 15 163  | 16,45  |  |  |
|          |           | Mr Mahonda                  | 9 919   | 10,76  |  |  |
|          | MRP       | Alexandre Douala Manga Bell | 4 515   | 4,90   |  |  |
|          |           |                             |         |        |  |  |
| Inscrits | Inscrits  | Inscrits                    | 165 326 | 100,00 |  |  |
| Votants  | Votants   | Votants                     | 92 785  | 56,12  |  |  |
| Exprimés | Exprimés  | Exprimés                    | 92 169  | 99,34  |  |  |